# HD 39937
HD 39937，又名CP-57 901，SAO 234181、HR 2072，是一颗恒星，视星等为5.94，位于銀經265.48，銀緯-30.41，其B1900.0坐标为赤經5h 50m 39.6s，赤緯-57° -30.41′ 29″。